# Galeandra greenwoodiana
Galeandra greenwoodiana är en orkidéart som beskrevs av Warford. Galeandra greenwoodiana ingår i släktet Galeandra och familjen orkidéer. Inga underarter finns listade i Catalogue of Life.